# Константен Меньє
Константе́н Емі́ль Меньє́  (нід. Constantin Émile Meunier, фр. Constantin Meunier) (12 квітня 1831 року, Еттербек, поблизу Брюсселя — 4 квітня 1905 року, Іксель, Брюссель) — бельгійський скульптор і живописець.
Навчався у брата — Ж. Б. Меньє та Академії мистецтв у Брюсселі в Ф. Ж. Навеза.

## Творчість
В ранній період творчості писав картини, в яких виявив цікавість до народного життя. Цій темі присвячено картини «В лікарні», 1857, «Епізод з селянської війни», 1875. Великий вплив на творче формування Меньє мали його подорожі до індустріальних районів Бельгії. З цього часу головною тематикою творів Метьє, переважно скульптурних, стає життя робітників. Цій темі присвячено скульптури «Молотобоєць», 1885, «Пудлінгувальник», 1886, «Дівчина-шахтарка», кінець 1880-х — початок 90-х років, «Голова вантажника», 1896, «Косар», 1890-і роки, «Вантажник», 1905 рік, та інші.
В останній період творчості працював над створенням рельєфів та статуй для пам'ятника Праці, який споруджено в Брюсселі 1930 року.
Найкращі твори Меньє зберігаються в музеї Меньє у Брюсселі.
Копія рельєфу Меньє «Індустрія» прикрашає фронтони «Будинку Іллі Закса» в Києві (вул. Хрещатик, 6), побудованого в 1911—1914 рр. архітектором Й.Зекцером.

## Живопис майстра

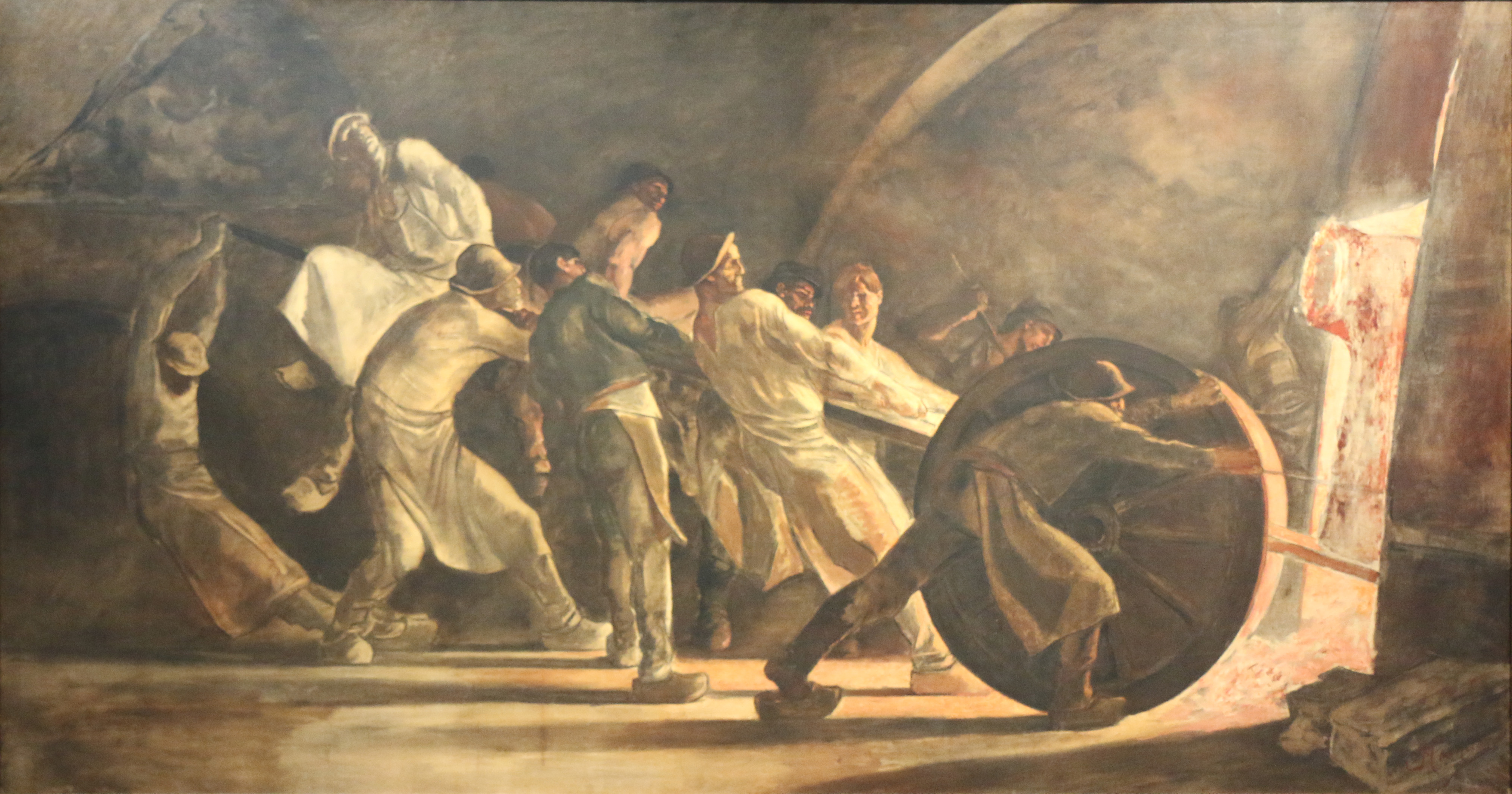
«Видалення пошкодженого тигля», 1885 р., Королівські музеї витончених мистецтв (Брюссель)
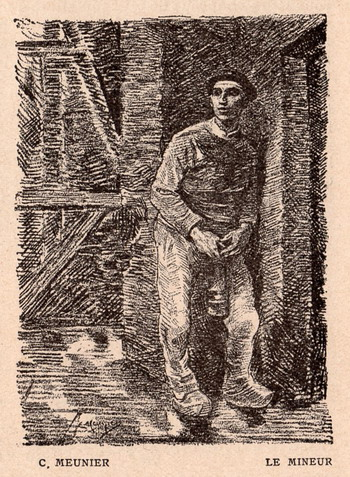
«Молодий шахтар», літографія
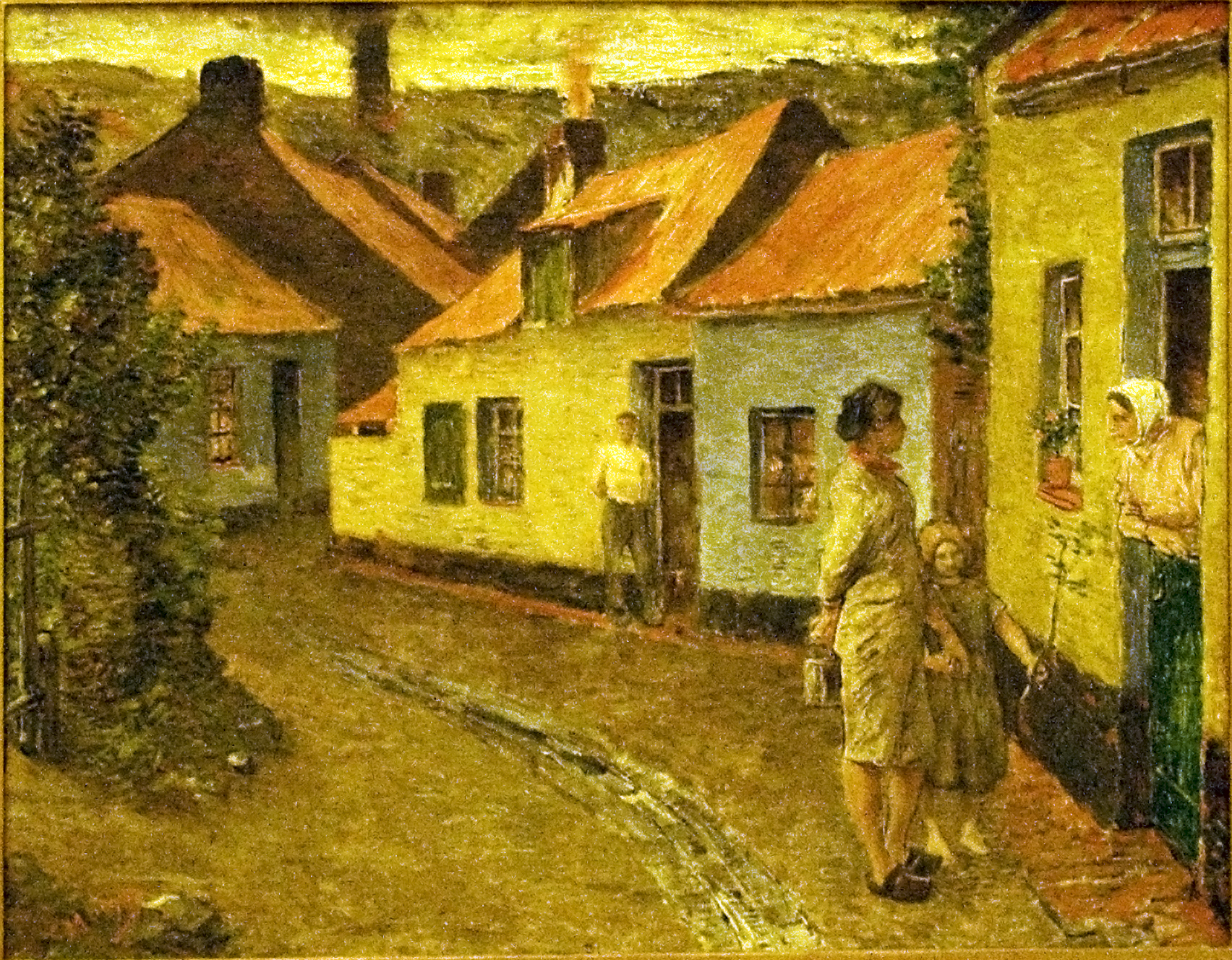
«Спілкування жінок», Музей Меньє, Брюссель
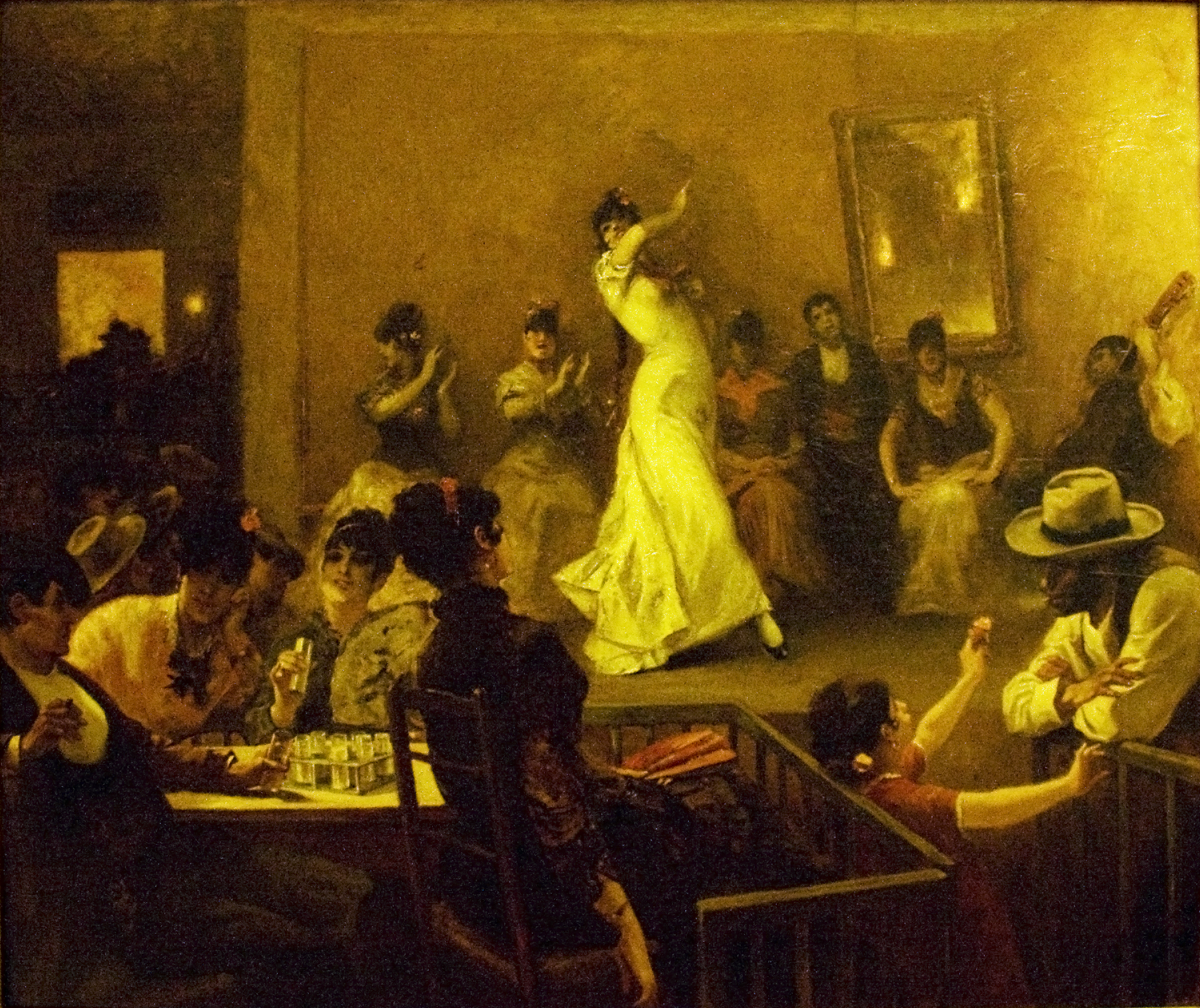
«Севілья. Кафе»
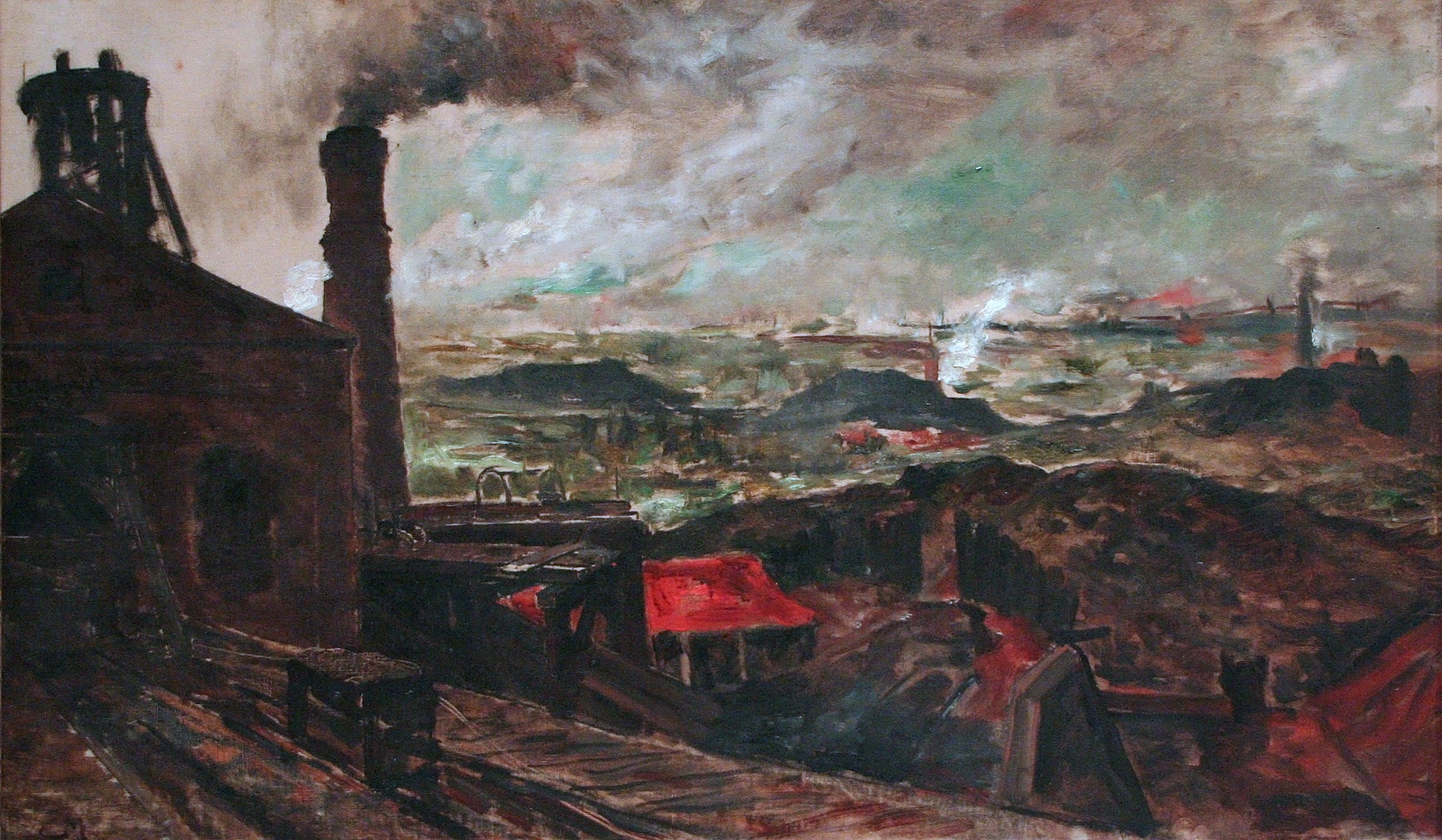
«Гірнича промисловість»
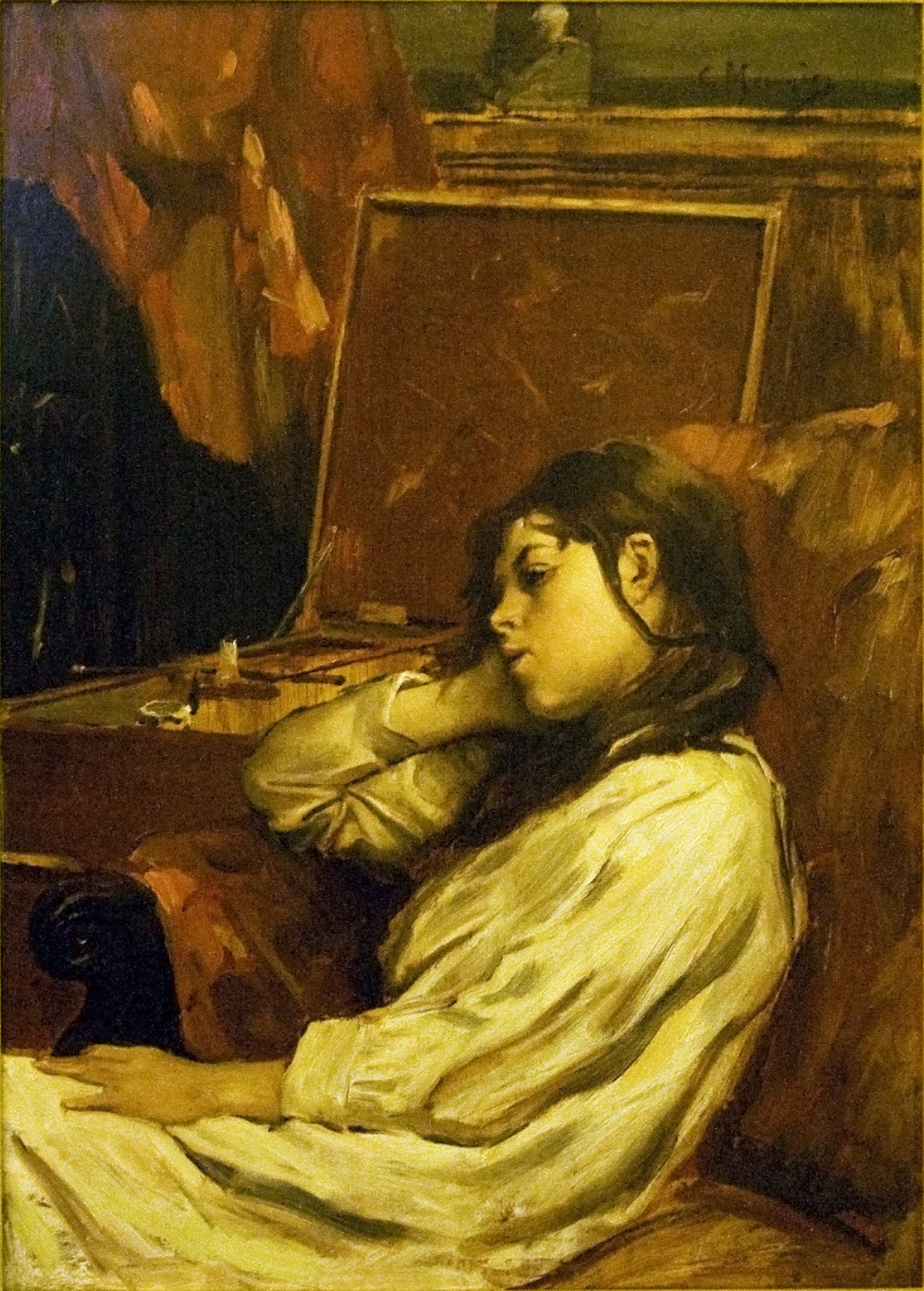
«Жанна Меньє», 1895 р.